# Buffalo Sabres
O Buffalo Sabres é um time profissional de hóquei no gelo que tem como base a cidade de Buffalo, NY. Eles são membros da Divisão Nordeste da Conferência Leste da National Hockey League (NHL).

## Jogadores Importantes

### Números Aposentados
O Buffalo Sabres aposentou apenas seis números desde a sua fundação:
- 2 Tim Horton, D, 1972-74 - Aposentado em 15 de Janeiro, 1996
- 7 Rick Martin, LW, 1971-81 - Aposentado em 17 de Outubro, 1990
- 11 Gilbert Perreault, C, 1970-86 - Aposentado em 15 de Novembro, 1995
- 14 Rene Robert, RW, 1972-79 - Aposentado em 15 de Novembro, 1995
- 16 Pat LaFontaine, C, 1991-97 - Aposentado em 3 de Março, 2006
- 18 Danny Gare, RW, 1974-81 - Aposentado em 22 de Novembro, 2005
  - 99 Wayne Gretzky (esse número foi aposentado em toda a NHL)

### Líderes em Pontos da Franquia
Esses são os dez maiores pontuadores da história do Buffalo Sabres. Os números são atualizados ao final de cada temporada da NHL.
Note: GP = Jogos, G = Gols, A = Assistências, Pts = Pontos
| Player            | POS | GP   | G   | A   | Pts  |
| ----------------- | --- | ---- | --- | --- | ---- |
| Gilbert Perreault | C   | 1191 | 512 | 814 | 1326 |
| Dave Andreychuk   | LW  | 837  | 368 | 436 | 804  |
| Rick Martin       | LW  | 681  | 382 | 313 | 695  |
| Craig Ramsay      | LW  | 1070 | 252 | 420 | 672  |
| Phil Housley      | D   | 608  | 178 | 380 | 558  |
| Rene Robert       | RW  | 524  | 222 | 330 | 552  |
| Don Luce          | C   | 766  | 216 | 311 | 527  |
| Mike Foligno      | RW  | 664  | 247 | 264 | 511  |
| Danny Gare        | RW  | 503  | 267 | 233 | 500  |
| Alexander Mogilny | RW  | 381  | 211 | 233 | 444  |

## Notáveis torcedores
- Chad Michael Murray, Sarah Roemer, Kerry King, Lex Luger, Paul Mazurkiewicz, William Fichtner, Jim Kelly, Nick Bakay, Conway the Machine.